# Royal Swazi Spa Country Club
De Royal Swazi Spa Country Club is een golfclub in Mbabane, Swaziland en werd opgericht in 1968. De golfbaan werd ontworpen door de golfbaanarchitect Peter Matkovich en het is een 18-holes baan met een par van 72.
De lengte van de golfbaan voor de heren is 6166 m en voor de dames 5258 m.
De eerste negen holes zijn relatief vlak en de laatste negen holes zijn bergachtig. Alle greens werden beplant met gras dat afkomstig was van de Durban Country Club, zodat de golfbaan aan de PGA-normen voldeed. De fairways zijn beplant met kikuyu-gras, een tropische grassoort.

## Golftoernooien
- Royal Swazi Sun Open: 1971-heden
- Royal Swazi Sun Classic: 1993-2004
- Lombard Insurance Classic: 2007-heden